# Наумкіна Олена Олексіївна
Олена Олексіївна Наумкіна (24 травня 1948 — 16 грудня 2021) — радянська і російська актриса театру і кіно.

## Біографія
Дебютувала у кіно в головній ролі Іо в дипломній роботі Дінари Асанової — короткометражному фільмі «Рудольфіо» (1969, за однойменною повістю Валентина Распутіна). У 1971 році закінчила Вище театральне училище імені Бориса Щукіна. У 1973—2007 роках — в трупі Московського художнього театру (після поділу театру на два колективи в 1987 році — у трупі МХАТу імені М. Горького під керівництвом Тетяни Дороніної). Серед театральних ролей — Улінька («Обрив», за однойменним романом Івана Гончарова), Ганна Григорівна Шарова («Її друзі», за однойменною п'єсою Віктора Розова).

## Фільмографія
| Рік  |    | Назва                                         | Роль                                   |         |
| ---- | -- | --------------------------------------------- | -------------------------------------- | ------- |
| 1969 | кф | Рудольфіо                                     | Іо                                     | Іо / ру |
| 1974 | ф  | Сергєєв шукає Сергєєва                        | Лека                                   | ру      |
| 1975 | ф  | Іронія долі, або З легкою парою!              | Буфетниця в аеропорту (немає в титрах) | ру      |
| 1977 | ф  | Сумка інкасатора                              | Маргарита Іванівна Устинова            | ру      |
| 1980 | ф  | Будинок біля кільцевої дороги                 | Наташа                                 | ру      |
| 1980 | ф  | Очікування                                    | Тоня                                   | ру      |
| 1981 | ф  | Було у батька три сини                        | Олена                                  | ру      |
| 1981 | тф | Іванов                                        |                                        | ру      |
| 1982 | тф | Цей фантастичний світ Випуск 6. Тінь минулого | Міріам Нургалієва                      | ру      |
| 1985 | тф | Повернення Будулая                            |                                        | ру      |
| 1986 | тф | Шлях                                          | покоївка                               | ру      |

## Ролі в театрі
- Валентин і Валентина (М. М. Рощин, постановка В. Кузенкова, керівник постановки О. М. Єфремов) — Валентина
- Синій птах (М. Метерлінк, постановка К. С. Станіславського, Л. А. Сулержицького та І. М. Москвіна, відновлення М. М. Яншина і О. М. Комісарова) — Мітіль
- Амадей (П. Шеффер, постановка М. Г. Розовського) — Громадянка Відня
- Принц і жебрак (С. В. Міхалков за Марком Твеном, постановка Л. С. Танюка) — Друга дама, Бет
- Тамада (О. М. Галін, постановка К. М. Гінкаса) — Гостя на весіллі
- Поки гарба не перекинулась (О. Д. Іоселіані, постановка В. Тарханова) — Цаго
- Принц і жебрак (С. В. Михалков за Марком Твеном) — Джейн, Джин
- Шлях (А. Ремез, постановка А. А. Васильєва) — Покоївка
- Обрив (І. О. Гончаров, постановка А. Созонтова) — Улінька
- Її друзі (В. С. Розов, постановка В. І. Ускова) — Шарова
- Валентин і Валентина (М. М. Рощин, постановка А. А. Васильєва) — Очкарик
- Жінки в народних зборах (Арістофан, постановка М. Абрамова) — Афінянка
- Її друзі (В. С. Розов) — Няня
- Синій птах (М. Метерлінк) — Вода, Нежить